# Umán
Umán – miasto w Meksyku, w stanie Jukatan.